# Sugarcreek, Ohio
Sugarcreek là một làng thuộc quận Tuscarawas, tiểu bang Ohio, Hoa Kỳ. Năm 2010, dân số của làng này là 2220 người.

## Dân số
- Dân số năm 2000: 2174 người.
- Dân số năm 2010: 2220 người.